# 薩尼賽德 (加利福尼亞州普萊瑟縣)
薩尼賽德（英語：Sunnyside）是位於美國加利福尼亞州普萊瑟縣的一個非建制地區。該地的面積和人口皆未知。

## 地理
薩尼賽德的座標為39°08′36″N 120°09′13″W / 39.14333°N 120.15361°W，而該地的平均海拔高度為1908米（即6260英尺）。